# 雒陽武庫令
雒陽武庫令（らくようぶこれい）は、中国の前漢時代にあった官職である。雒陽（洛陽）に置かれた兵器庫を管理した。

## 解説
前漢の官制を述べた『漢書』百官公卿表は、首都長安の武庫令を記すが、地方制度については概略を述べるにとどまり、雒陽武庫令についての言及はない。『史記』『漢書』に雒陽武庫、あるいは雒陽に武庫があることへの言及はいくらかあるが、雒陽武庫令について記すのは元鳳4年（紀元前77年）の一か所のみである。
雒陽の武庫はきわめて重要な施設とみなされていた。景帝3年（紀元前154年）の呉楚七国の乱では、反乱側の呉の少将の桓が、雒陽の武庫を急いで確保すべきという作戦を提案したが却下され、鎮圧側の周亜夫が急行して先に守りを固めた。
武帝は、寵愛した王夫人が死の間際に子（劉閎）を洛陽の王にして欲しいと願ったとき、「洛陽は武庫、敖倉があり、関の口にあたり、天下の咽喉である」から、直轄にして王を置かないのだ、と答え、代わりに斉の王にすると約束した
元鳳4年（紀元前77年）には当時丞相だった田千秋の子が雒陽武庫令についていた。丞相の子を配置したのもその重要性にかんがみてのことだったという。
後漢は雒陽を首都にしたので、首都の武庫令をことさら雒陽武庫令ということはなかった。